# Arpoador

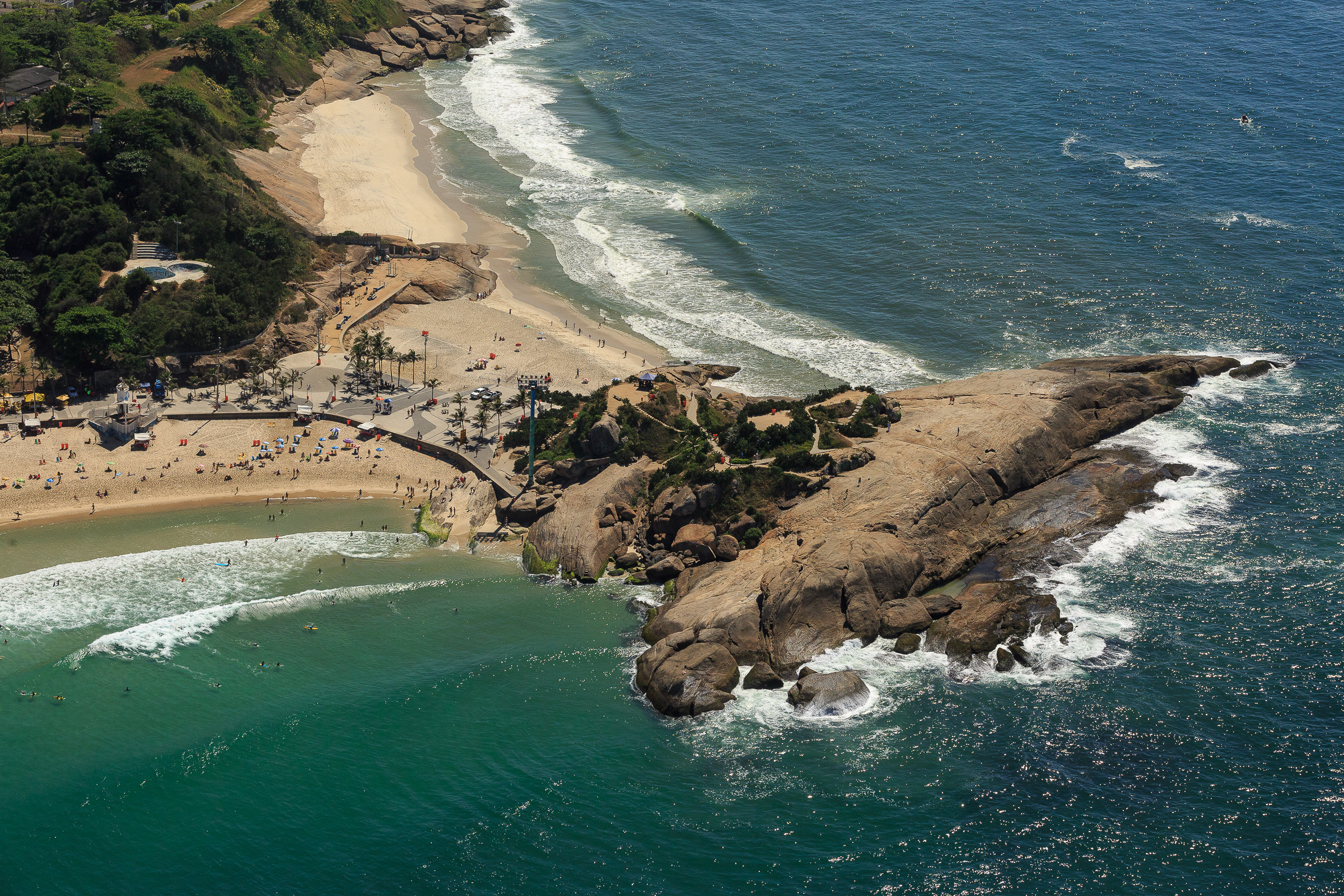
Vista aérea de la Pedra do Arpoador.

Arpoador es una playa de Ipanema, en la zona sur de Río de Janeiro, Brasil, en un área que algunos reconocen como un pequeño barrio dentro de Ipanema.
La zona es de carácter residencial y sus moradores son mayormente de clase media/alta. Arpoador es particularmente frecuentado por turistas y surfistas.
En 2017, legisladores municipales propusieron un proyecto de ley para convertir a Arpoador en un barrio oficial de Río de Janeiro, limitado por las calles Gomes Carneiro, Bulhões de Carvalho y Francisco Otaviano, el Parque Garota de Ipanema, la playa de Arpoador (incluyendo la Piedra de Arpoador) y las avenidas Francisco Bering y Vieira Souto.

## Historia
La zona fue habitada por indios tamoios hasta la colonización portuguesa, en el siglo XVI. Mientras la ciudad de Río de Janeiro se consolidaba en el centro, la zona sur (todavía de características selváticas) permaneció aislada hasta finales del siglo XIX.
Una de las primeras referencias a Arpoador apareció en un mapa francés de 1751, donde menciona a la hoy denominada Piedra de Arpoador como Ponta do Arpoador, un promontorio rocoso sobre el mar entre las playas de Ipanema y Copacabana. El nombre proviene de la caza de ballenas que realizaban los indígenas con arpones (arpoadores), usando las rocas como mirador para avistar los animales que se aproximaban a la costa.
Las transformaciones urbanas del siglo XX, como el transporte, las vías de acceso y los túneles, facilitaron la conexión con el centro de la ciudad y la zona comenzó a poblarse tras la fundación en abril de 1894 del barrio Villa Ipanema, en las tierras que poseía José Antônio Moreira Filho, barón y conde de Ipanema. La playa junto a la Piedra de Arpoador fue conocida con el mismo nombre, y posteriormente toda el área se denominó informalmente Arpoador, aunque nunca fue reconocido oficialmente como barrio.
En 1922 se construyó una casa en la Piedra de Arpoador donde funcionaba una estación de radiocomunicación y telégrafo, demolida en 1967.
Se dice que el primer traje de baño bikini que se vio en Río de Janeiro lo usó en 1948 la modelo alemana Miriam Etz en la playa de Arpoador.
A finales de la década de 1950, reconocidos surfistas solían encontrarse en la playa de Arpoador para practicar este deporte, hasta que en 1965 siguiente se creó la Federación Carioca de Surf y empezaron a organizarse campeonatos en esta playa.
En el verano de 1982, el Circo Voador instaló una carpa entre la playa y la Piedra de Arpoador, para luego trasladarse a Lapa ya como sala de conciertos y eventos culturales.
Desde 2023 se celebra multitudinariamente cada 2 de febrero en la playa de Arpoador el Día de Jemanjá, en honor a la divinidad de la fertilidad de la religión yoruba.

## La Piedra de Arpoador
La Piedra de Arpoador (Pedra do Arpoador) fue inscripta como bien protegido "por su interés paisajístico, ambiental y ecológico" en una ley municipal del 13 de septiembre de 1989.
En los atardeceres de las épocas del año más calurosas, habitualmente se reúne gran cantidad de personas en la Piedra de Arpoador para celebrar con aplausos la caída del sol por detrás del morro Dois Irmãos.

## El Parque Garota de Ipanema
El Parque Garota de Ipanema, que sirve de acceso a la playa de Arpoador desde la calle Francisco Otaviano, fue inaugurado en 1968. Tiene 2,58 hectáreas de área verde, juegos infantiles, un mirador, un escenario, un jardín de bromelias, una pérgola y una pista de patinaje que estuvo abandonada durante algún tiempo y fue reabierta tras una renovación en 2021.
El parque debe su nombre a la bossa nova "Garota de Ipanema" y fue reinaugurado en octubre de 2023 con un homenaje a Helô Pinheiro, la modelo que sirvió de inspiración a Vinícius de Moraes y Tom Jobim para componer la canción. En la reinauguración también se presentó la sede de la Subprefectura Zona Sur que desde entonces funciona en el predio.